# 保克海峡

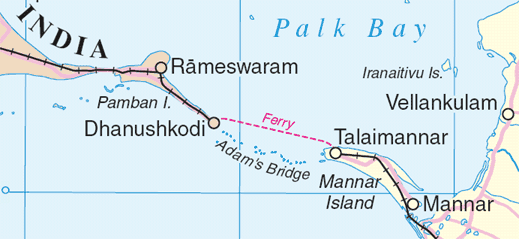
保克海峡中的罗摩桥

保克海峡（泰米爾語：பாக் சலசந்தி），是位于印度南角泰米尔纳德邦与斯里兰卡本岛之间的海峡，以罗伯特·保克之名命名。该海峡东北与孟加拉湾相连，西南与马纳尔湾相通，全长137公里，最窄处宽67公里。
保克海峡上有兩條橋：羅摩橋（西方稱亞當橋）和班本橋。

## 外部連結
- Photo essay on the Palk Strait.（页面存档备份，存于）

Template:Geography of Sri Lanka
9°07′45″N 79°27′11″E / 9.12917°N 79.45306°E